# Стопницкий уезд
Стопницкий уезд — административная единица в составе Келецкой губернии Российской империи, существовавшая c 1837 года по 1919 год. Административный центр — посад Стопница.

## История
Уезд образован в 1837 году в составе Краковской губерний, в 1842 году губерния была переименована в Келецкую. С 1844 года — в составе Радомской губернии, с 1867 года — в восстановленной Келецкой губернии. В 1919 году преобразован в Буский повят Келецкого воеводства Польши.

## Население
По переписи 1897 года население уезда составляло 130 470 человек, в том числе в посаде Стопница — 4420 жит., в безуездном городе Хмельник — 6888 жит.

### Национальный состав
Национальный состав по переписи 1897 года:
- поляки — 110 500 чел. (84,7 %),
- евреи — 18 383 чел. (14,1 %),

## Административное деление
В 1913 году в состав уезда входило 24 гмин: 
| - Буск — пос. Буск, - Войча — с. Бехов, - Гнойно — с. Яновице, - Грабки — с. Рачице, - Гротники — д. Строжиско, - Другва — пос. Пересхица, - Зборов — д. Зборов, - Корчин — пос. Корчин, | - Курозвенки — пос. Курозвенки, - Лубница — д. Лубница, - Малешов — с. Пётроковице, - Оглендов — с. Калемлот, - Олесница — пос. Олесница, - Павлов — с. Блошновая, - Пацанов — пос. Пацанов, - Пенчелице — с. Пенчелице, | - Поток — д. Поток, - Радзанов — с. Ольганов, - Стопница — пос. Стопница, - Тучемпы — с. Тучемпы, - Хмельник — д. Пржедедвирже, - Шапец — с. Выгода, - Шидлов — пос. Шидлов, - Щитники — с. Колачковице. |